# دره پو

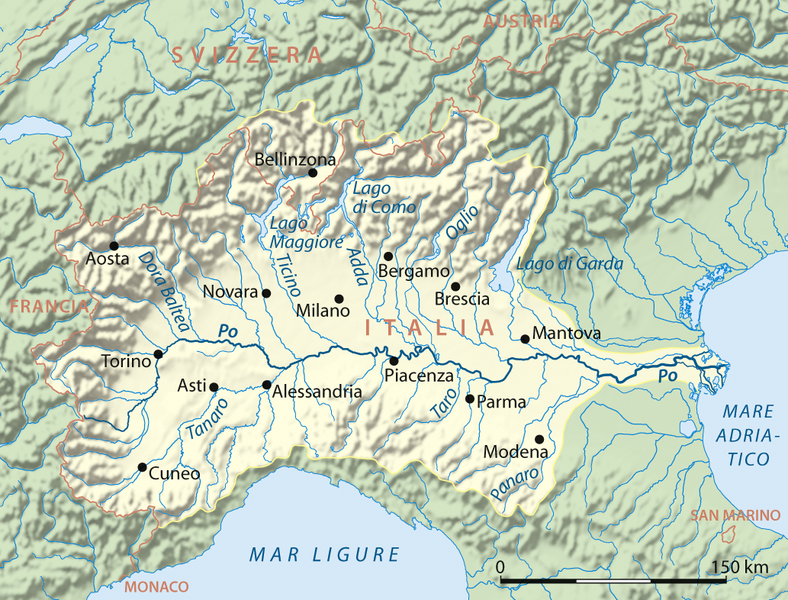
نقشه رود پو در دشت پادان

دره پو (ایتالیایی: Pianura Padana) یکی از عوارض جغرافیایی مهم در ایتالیا است. این دره با طول تقریبی ۶۵۰ کیلومتری در راستای شرقی- غربی گسترده شده است و با مساحت ۴۶٬۰۰۰ کیلومتر مربع شامل دشت ونتی نیز می‌شود. دره پو در واقع به حوضه آبریز رود پو ارتباط ندارد و از آلپ غربی تا دریای آدریاتیک گسترش دارد. سرزمین‌های هموار ونتو و فریولی اغلب بخشی از دره پو محسوب می‌شوند هرچند که زهکشی آن‌ها در دره پو انجام نمی‌شود ولی در یک دشت یکپارچه به هم می‌پیوندند.